# Лагавере
Ла́гавере (ест. Lahavere küla) — село в Естонії, у волості Паюзі повіту Йиґевамаа.

## Населення
Чисельність населення на 31 грудня 2011 року становила 63 особи.

## Географія
На південь від села проходить автошлях 162 (Айду — Калана — Пилтсамаа).

## Історія
1599 роком датуються перші згадки про поселення, яке в той час складалося з Великого та Малого Лагавере.